# Moiporá
Moiporá is een gemeente in de Braziliaanse deelstaat Goiás. De gemeente telt 1.865 inwoners (schatting 2009).